# Jabor Mohammed Ali Mutawa
Jabor Mohammed Ali Mutawa (* 27. Mai 1994) ist ein katarischer Tennisspieler.

## Karriere
Jabor Mohammed Ali Mutawa spielt hauptsächlich auf der ATP Challenger Tour und der ITF Future Tour. Sein Debüt auf der ATP World Tour gab er im Januar 2012 bei den Qatar ExxonMobil Open in Doha, wo er in der Einzelkonkurrenz eine Wildcard erhielt und in der ersten Runde des Hauptfeldes gegen Flavio Cipolla antrat. Er verlor die Partie in zwei Sätzen mit 0:6, 0:6. Im Doppel dieses Turniers spielte er an der Seite von Mohammad Ghareeb in der ersten Hauptrunde gegen Marc López und Albert Ramos Viñolas, wobei sie die Partie mit 2:6 und 1:6 verloren. Im darauffolgenden Jahr verlor Ali Mutawa bei den Qatar ExxonMobil Open mit dem gleichen Ergebnis (0:6, 0:6) gegen Mohamed Safwat und in der Doppelkonkurrenz an der Seite von Safwat gegen Jérémy Chardy und Łukasz Kubot mit 1:6 und 0:6.
Jabor Mohammed Ali Mutawa spielt seit 2009 für die katarische Davis-Cup-Mannschaft. Für diese trat er in 37 Begegnungen an, wobei er im Einzel eine Bilanz von 12:10 und im Doppel eine von 6:9 aufzuweisen hat.